# Abel Pavet de Courteille
Abel Jean Baptiste Marie Michel Pavet de Courteille (født 23. juni 1821 i Paris, død 12. december 1889 sammesteds) var en fransk orientalist.
Pavet de Courteille var først elev af École des langues orientales i Paris, ved hvilket institut han blev docent 1854 og 1861 professor i tyrkisk. Han var en nøje kender af tre hovedsprog inden for islam, arabisk, persisk og tyrkisk. Hans hovedstudium var de østtyrkiske dialekter, især usbekisk og uighur.
Pavet de Courteille har udgivet: Dictionnaire Turcoriental (1870), en fransk oversættelse af Baburs Mémoires (2 bind, 1871), Miradj-Nâmeh, récit de l’ascension de Mahomet au ciel, uighurisk tekst med arabiske skrifttegn og fransk oversættelse (1882), Tezkéreh-i-evliyâ, uighurisk Tekst med fransk oversættelse efter et med miniaturer udstyret håndskrift, hvilke er gengivne i fotografi (1890), fremdeles État present de l’Empire Ottoman (1876) og med Barbier de Meynard den arabiske tekst med fransk oversættelse af Masudis Murudj-ed-dahab, Les prairies d’or (8 bind, 1861—74).